# Дейна Пойнт
Дейна Пойнт (на английски: Dana Point) е град в окръг Ориндж, щата Калифорния, САЩ.
Дейна Пойнт е с население от 35110 жители (2000) и обща площ от 76,2 km². Намира се на 44 m надморска височина. ЗИП кодовете му са 92624, 92629, а телефонният му код е 949.
Градът носи името на Ричърд Хенри Дейна–младши, автор на книгата „Две години в кубрика“ описваща плаването му от Бостън до Калифорния и престоя му в Калифорния. Тази книга е една от първите на английски език описваща Калифорния. По това време Калифорния е още мексиканска територия.